# Andriej Woronichin
Andriej Woronichin (ros. Андре́й Ники́форович Ворони́хин) (ur. 17 października / 28 października 1759 we wsi Nowoje Usolje w Kraju Permskim, zm. 21 lutego / 5 marca 1814 w Sankt Petersburgu) – rosyjski architekt i malarz, twórca rosyjskiej odmiany stylu empire.

## Życiorys
Urodził się w rodzinie chłopa pańszczyźnianego w dobrach hrabiego Aleksandra Stroganowa, wieloletniego prezesa Cesarskiej Akademii Sztuk w Sankt Petersburgu. 
Naukę malarstwa rozpoczął w pracowni ikon Gawriiła Juszkowa. Talent młodzieńca zwrócił uwagę Stroganowa, który w roku 1777 wysłał go na naukę do Moskwy. Mistrzami Woronichina byli prawdopodobnie architekci Wasilij Bażenow i Matwiej Kazakow. W roku 1779 Woronichin zamieszkał w Sankt Petersburgu.
W roku 1785 został uwolniony od statusu chłopa pańszczyźnianego. W latach 1786–1790 studiował architekturę, mechanikę i matematykę we Francji i Szwajcarii.
Od początku lat 1800-ch był wykładowcą Akademii. 
Jednym z pierwszych realizacji Woronichina stały się wnętrza Pałacu Stroganowa (1793). Bogaty barokowy wystrój – dzieło Bartolomeo Rastrelli – Woronichin zastąpił wystrojem klasycystycznym, wyróżniającym się prostota i elegancją. 
W roku 1797 Rada Akademii przyznała Woronichinowi godność akademika malarstwa perspektywicznego za obraz przedstawiający letnią rezydencję Stroganowa na Czornej Reczce w Petersburgu. W roku 1800 otrzymał tytuł akademika architektury za projekt kolumnady w Peterhofie. W roku 1802 został powołany na profesora Akademii Sztuk.
Za najwybitniejsze dzieło Woronichina uważany jest sobór Kazańskiej Ikony Matki Bożej w Petersburgu. Budowa trwała od 1801 do 1811. Budynek utrzymany jest w stylu palladiańskiego klasycyzmu z wysoką kopułą i szeroką kolumnadą.
Budynek Instytutu Górniczego powstał w latach 1806–1811 w surowym stylu doryckim. Monumentalny dwunastokolumnowy portyk dominuje nad zespołem istniejących wcześniej budynków. 
Również inne budynki projektu Woronichina – Gmach Skarbu Państwa, kolumnady i kaskady w Peterhofie, wnętrza pałaców i założenia parkowe w Gatczynie i Pawłowsku utrzymane były w surowym stylu Empire. Francuscy historycy architektury dopatrują się wpływu projektów Claude Nicolas Ledoux i Étienne-Louis Boullée.

## Galeria

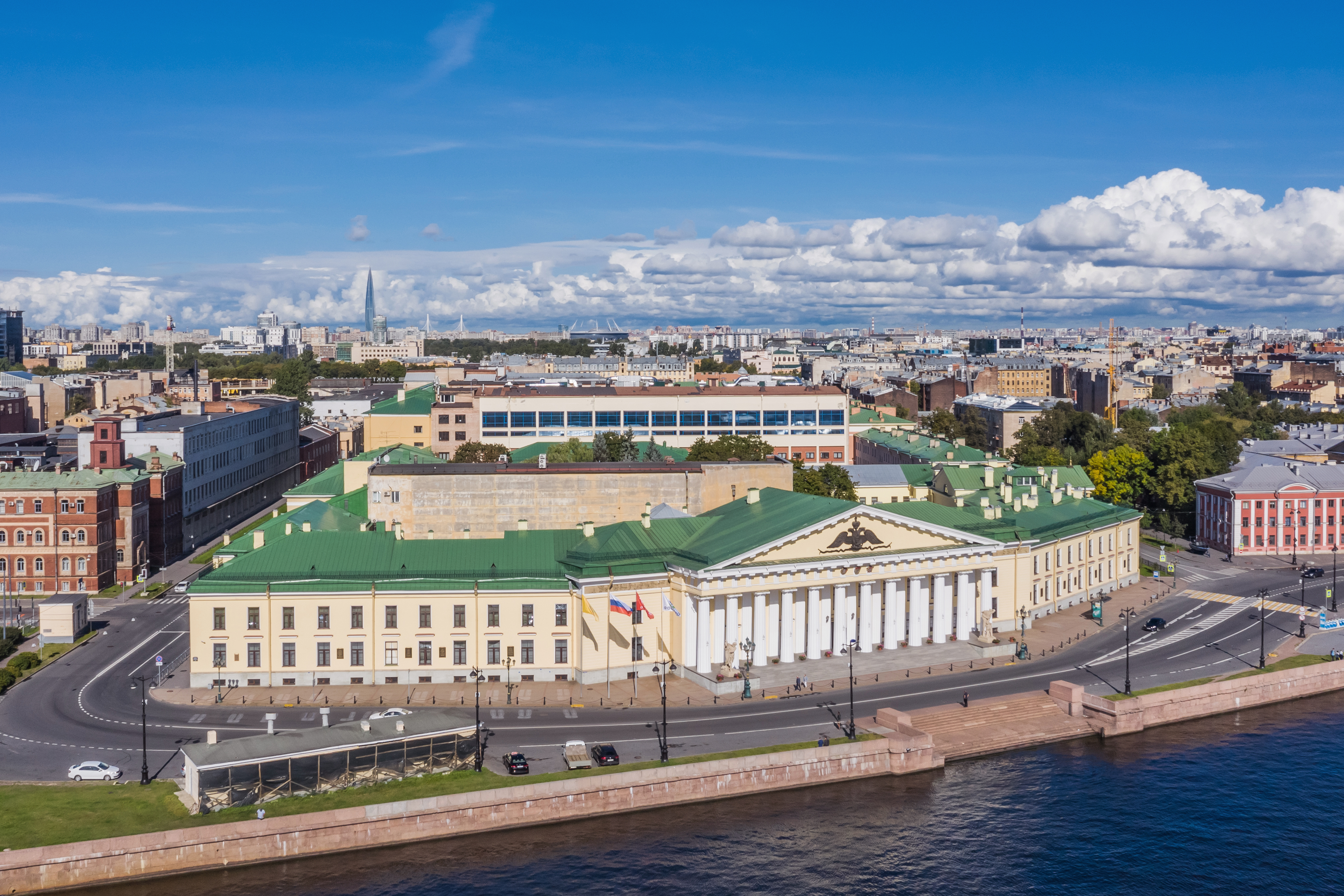
Instytut Górniczy
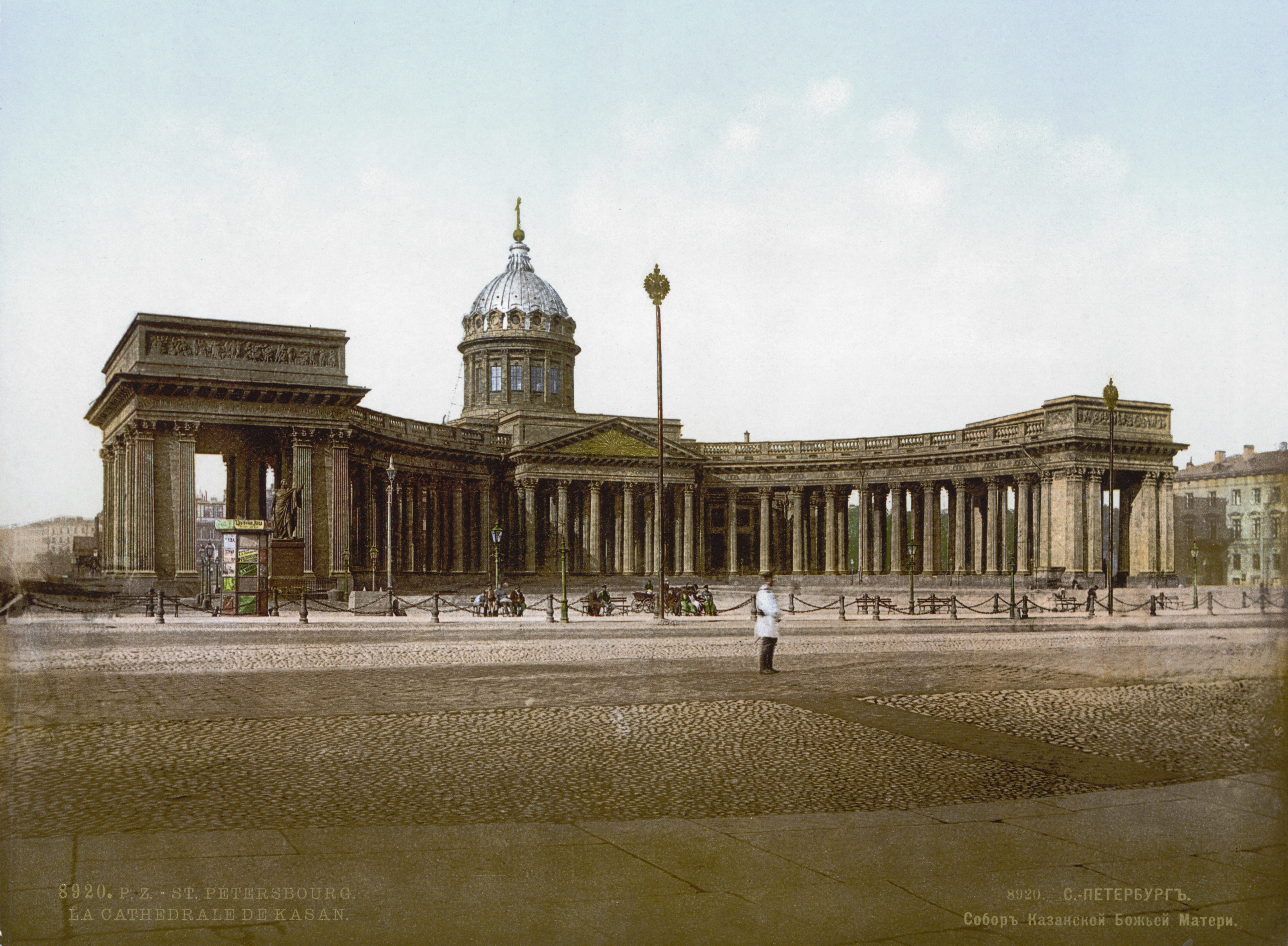
Sobór Kazańskiej Ikony Matki Bożej (foto z XIX w.)
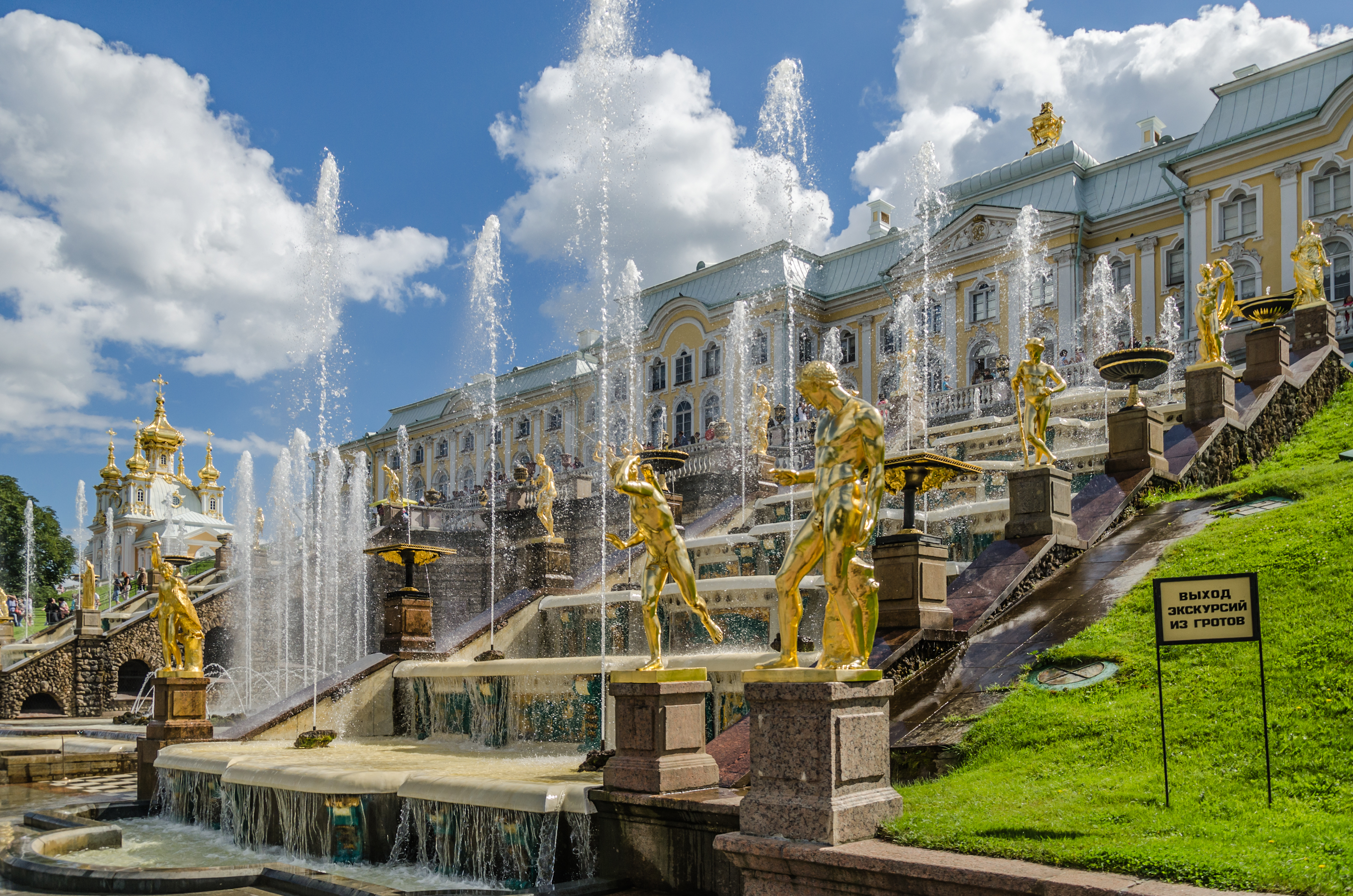
Kaskada w Peterhofie
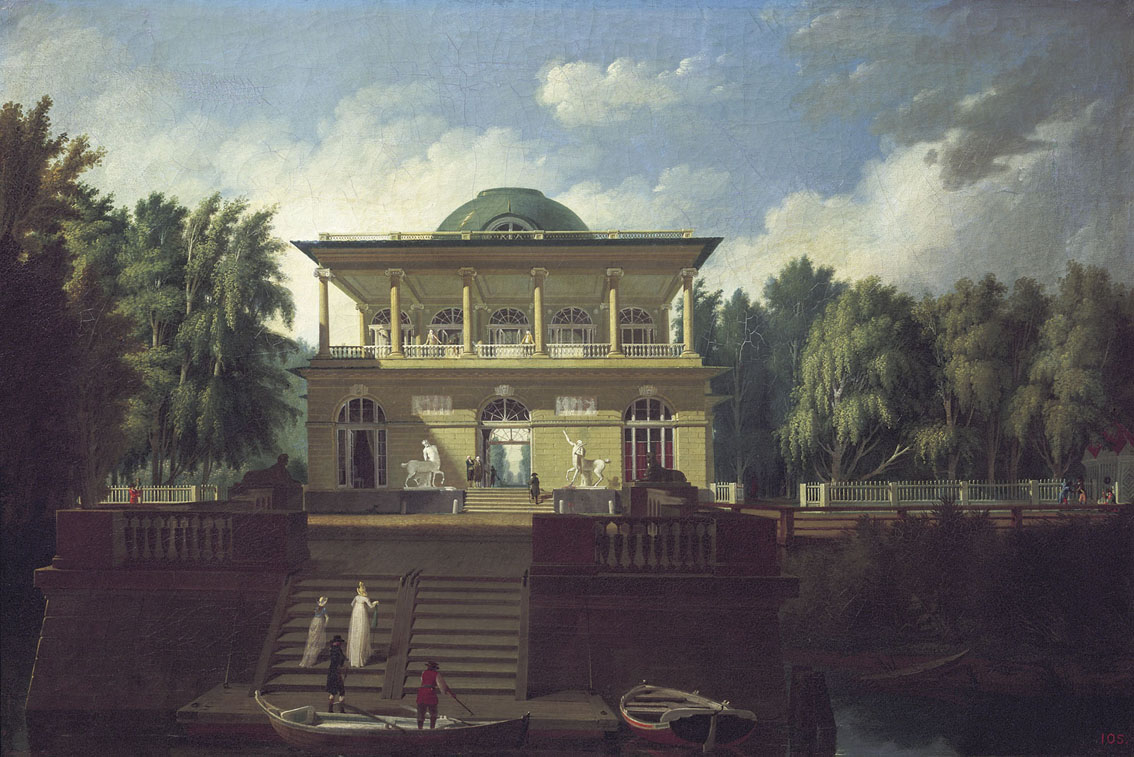
Dacza Stroganowa